# Monsefú
Monsefú est une ville de la province de Chiclayo dans le nord du Pérou.
La population est d'environ 45 000 habitants en 2010[réf. nécessaire].